# Djurrätt
Djurrätt är uppfattningen att även andra djur än människan är moraliskt relevanta och att deras grundläggande intressen ska åtnjuta samma respekt som människors intressen. Det innebär att djurs grundläggande intressen – såsom intresset att inte lida – ska respekteras och visas hänsyn. Inom djurrätt anses det moraliskt fel att människor nyttjar djur som mat, som klädsel, som försöksdjur, för underhållning eller på annat sätt som strider mot djurens intressen.
Idag är djurrätt ett etablerat område inom filosofi och även en politisk ideologi. En grundtanke för djurrätt är idén att arttillhörighet i sig själv inte är en relevant uppdelning för vilka som ska inneha moraliskt värde eller moraliska rättigheter. Att använda arttillhörighet som ett kriterium för moraliskt värde benämns som speciesism. Denna uppdelning anses bygga på godtyckliga kriterier. Förespråkare för djurrätt menar att de moraliska ramverk som inte erkänner djurs moraliskt lika värde har misslyckats med att tillfredsställande definiera varför alla människor ska åtnjuta moralisk relevans, samtidigt som inga djur gör det. Speciesism kan därmed liknas vid begrepp som rasism eller sexism, alltså en uppdelning baserad på ett icke-relevant kriterium.
Det är vanligt att djurrätt förväxlas med begreppet djurskydd, men dessa två begrepp har två vitt skilda betydelser. Djurrätt kritiserar dels att djurs intressen ses som mindre värda än människors, dels själva institutionen av att nyttja djur för människors ändamål. Djurskydd accepterar däremot att djurs intressen är underordnade människors, men att nyttjande av djur ändå ska regleras i syfte att minska lidandet. Exempel på dessa två synsätt kan vara att djurskydd ställer krav på större burar och kortare slakttransporter, medan djurrätt handlar om tomma burar och inga slakttransporter.

## Filosofi och olika ansatser

### Översikt
De två huvudsakliga filosofiska ansatserna som rör djurs moraliska ställning baseras antingen på utilitarism eller rättighetsetik. Det utilitaristiska synsättet har haft en framträdande roll inom djurrättsrörelsen sedan Peter Singers bok Djurens frigörelse (1975). Singer avfärdar att varken människor eller djur ska ges några grundläggande rättigheter. Istället är det deras intressen som ska värderas och ligga till grund för vilka handlingar som anses korrekta. Den andra ansatsen gällande djurs moraliska ställning, med grund i rättighetsetik, formuleras bland annat av Tom Regan i boken Djurens rättigheter (1983). Skillnaden ligger i om en handlings korrekthet ska bedömas utifrån dess konsekvenser (utilitarism) eller på principerna bakom handlingen (rättighetsetik).
En utilitaristisk djurrättsförespråkare kan därmed hävda att vi ska försöka maximera lyckan för alla (både människor och andra djur), medan en djurrättsförespråkare med grund i rättighetsetik hävdar att både människor och icke-mänskliga djur, kan ha vissa okränkbara rättigheter.[källa behövs] Vissa anser att djurrätt enbart innefattar det rättighetsetiska perspektivet, medan andra menar att djurrätt handlar om att ifrågasätta speciesism, förespråka jämlik hänsyn till allas intressen och att utvidga omsorgscirkeln.[källa behövs]
Förespråkare för djurrätt idag får anses vara överens om att det är moraliskt fel att använda djur som mat, som kläder, försöksdjur eller till underhållning. Det finns dock ett flertal olika synsätt inom djurrätt eller närliggande tankar gällande djurs moraliska status. En del förespråkar ett totalt avskaffande av all form av djurhållning, inklusive husdjur (abolitionism), medan andra först och främst vill avskaffa den industriella djurhållningen. Huruvida icke-våldsliga relationer mellan människor och djur, t.ex. i form av husdjur, ska anses vara i linje med djurrätt är en pågående debatt.

### Historiska riktningar
Tanken att det är fel att utnyttja djur för människors ändamål grundar sig på en lång idétradition inom moralfilosofi. Redan i antikens Grekland förekom filosofiska diskussioner gällande djurs moraliska status, t.ex. av Pythagoras och Theofrastos. I västerländsk tradition har dock Aristoteles varit starkt tongivande genom sin argumentation att djur inte har rättigheter och att de är skapade och finns för människans skull. Argumentationen grundas på uppfattningen att andra djur än människor saknar förmågan till rationalitet, trosuppfattningar och tänkande. Denna syn som djur som mindre kapabla än människor och att detta även motiverar lägre eller total avsaknad av moralisk status återfinns i senare västerländska tänkare som René Descartes, Immanuel Kant och Jeremy Bentham.
Exempel på förespråkare för människans skyldighet att respektera djur och inte se dem som en resurs kan den arabiska filosofen Abu al-Ala al-Maarri (973-1057) nämnas. I dikten Jag stjäl inte längre från naturen skriver han om hur komjölk inte är till för människor, utan för kalvarna, att det är orätt att ta ägg från fåglar och att bina inte samlar honung för att den ska tas av någon annan.

### Abolitionism
Det abolitionistiska synsättet inom djurrättsrörelsen förespråkar att djur ska ges rätten att inte betraktas som ägodelar, att all form av fortsatt djurhållning är moraliskt fel och att det är verkningslöst att förespråka djurrätt genom utökat djurskydd. Den primära förespråkaren för det abolitionistiska synsättet är Gary L Francione, som skrivit ett flertal böcker i ämnet. Francione är professor i juridik vilket återspeglar hur central djurs juridiska status är inom abolitionism.
Inom abolitionismen förespråkas veganism som en moralisk baslinje, vilket innebär att veganism är nödvändigt för att vara i linje med djurrätt, men inte heller att det är tillräckligt att bara vara vegan. I och med att man tillskriver djuren rättigheter, åläggs man även en skyldighet att försvara dessa rättigheter. Det abolitionistiska synsättet utgår från icke-våld och det som förespråkas är att kampen för djurrätt görs via utbildning och agerande som minskar efterfrågan på utnyttjandet av djur.
Francione har riktat skarp kritik mot dagens djurrättsorganisationer, som t.ex. PETA, då han anser att de istället för djurrätt snarare fokuserar på djurskydd. Francione kallar den allmänna ansatsen för att arbete med djurrätt idag för  "new welfarists", som enligt honom försöker uppnå djurrätt genom successivt förbättrat djurskydd. Francione avfärdar dock tanken om att alltmer utökat djurskydd faktiskt leder till ett erkännande av djurs rättigheter. Snarare menar han att fokus på djurskydd förstärker synen att djurhållning i sig är rättfärdigt och att ökat djurskydd kan få människor att känna sig mer bekväma med fortsatt utnyttjande av djur. Kritiken riktar sig även mot att så länge som djur ännu betraktas som ägodelar så kommer deras intressen endast skyddas inom ramen för vad som är ekonomiskt lönsamt för människor. Så länge djur ses som någons ägodel kommer deras rättigheter inte att respekteras.
Francione riktar även sin kritik mot andra filosofer som Peter Singer, som i egenskap av utilitarist inte argumenterar för rättigheter utan endast djurskydd, och Tom Regan, vars kriterier för vilka djur som kan inneha rättigheter, enligt Francione, är för snäva.

### Rättighetssynen och livssubjektskriteriet
Ett grundläggande filosofiskt verk inom modern djurrätt är boken Djurens Rättigheter av Tom Regan. I boken framställer Regan ett filosofiskt ramverk som argumenterar för moraliska rättigheter och emot att dessa rättigheter är avhängiga av arttillhörighet. Regan föreslår istället en rättighetssyn där ett tillräckligt skäl att inneha rättigheter är att en individ (människa eller ej) uppfyller livssubjektskriteriet. Alla individer som är livssubjekt är enligt Regan moraliskt relevanta och har en inneboende rätt till sitt liv.

Regan ställer upp en rad krav för vilka förmågor en individ måste ha för att kunna räknas som ett livssubjekt.    
"Att vara ett livssubjekt, i den mening som uttrycket kommer att användas, handlar om mer än att bara vara vid liv och mer än att bara vara medveten. /---/ ... individer är livssubjekt om de har trosföreställningar och viljeattityder; perception, minne och en känsla för framtiden, sin egen inräknad; ett känsloliv tillsammans med känslor av smärta och lust; preferens- och välfärdsintressen; förmåga att inleda en aktivitet för att uppnå sina syften och önskemål; en psykofysisk identitet över tiden; och en individuell välfärd i den mening att deras upplevelsemässiga liv kan gå dem väl eller illa, logiskt oberoende av deras nytta för andra och logiskt oberoende av om de är föremål för någon annans intressen."
Regan menar att åtminstone alla däggdjur över ett år är livssubjekt och därmed måste betraktas som moraliskt relevanta. En viktig notering är att livssubjektskriteriet inte är nödvändigt för att ges rättigheter, bara ett tillräckligt skäl. Det innebär att även individer som inte är livssubjekt kan ha rättigheter, men att det ligger utanför rättighetssynen att avgöra detta. En grund i rättighetssynen är dock att en försiktighetsprincip ska anammas och att när det är oklart om en individ är eller inte är ett livssubjekt, bör individen behandlas som om den vore ett livssubjekt.
Rättighetssynen avfärdar användandet av de flesta djur som i dag utnyttjas för mänskliga intressen, oavsett hur "humant" detta sker. En orsak till detta är att det enligt Regan även innebär skada för en individ om denna orättfärdigt avlivas, eftersom det innebär en förlust av framtida upplevelser. Trots ett gott liv och en smärtfri slakt innebär det faktum att individen har levt i syfte att uppfylla någon annans intresse och därmed förvägras att fortsätta sitt liv en skada. En skada som orätt åsamkas dem.
Rättighetssynen: 
- "... nöjer sig inte med mindre än ett totalt avskaffande av djurindustrin som vi känner den."(s. 357) [1]
- "... [har den allmänna hållningen att] låta vilda djur vara i fred. Viltvården borde inriktas på att skydda vilda djur från jägare, trappers och moraliska agenter." (s. 358)[1]
- "... tar avstånd från forskningens användning av djur i försök som skadar dem och kräver ett totalt avskaffande av sådana försök." (s. 359)[1]

Till skillnad från det abolitionistiska synsättet så tar Regan inte avstånd från allt användande av djur, utan antyder att det kan vara godtagbart att använda vissa däggdjursfoster i forskning, innan de blir livssubjekt och om det innebär att djur som är livssubjekt kan besparas att utsattas för lidande.
Likt Regan finns det argument som utgår från ett subjekts medvetande. Vi "bör" respektera rättigheter hos andra varelser på grund av dess medvetande att känna smärta; vi "bör" respektera deras intressen eftersom ett intresse i sig konstituerar anspråk på en rättighet. Detta går att utveckla till ett utilitaristiskt argument, men det går likaväl att avgränsa det till ett deontologiskt sådant. Det finns föga argument för att djur inte kan känna av smärta, enkla observationer visar hur djur reagerar på smärta. En respons skulle kunna vara att hänvisa till Descartes som menade att alla djur var automatons, då djur i sådana fall skulle reagera och agera likt förprogrammerade robotar, men alltså inte på grund av de faktiskt kan känna av smärta. John Searle lyfter flera argument emot detta: bara för att vi inte kan veta att djur har en meta-intentionalitet, d.v.s. att de tänker vad de tänker, så betyder inte det att de saknar medvetande. Med detta menar Searle att djur kan tänka, eller reagera, på smärta som ett känslointryck bortsett från meta-intentionalitet. Att enkom utgå från den mänskliga fenomenologin i hur vi definierar smärta och dess respons blir alltså en del av problemet. Utifrån argumentet att rättigheter bör finnas till för att motverka negativa effekter, så som smärta, och att det ligger i alla djurs egenintresse att undvika smärta, blir alltså följden att djur bör tillskrivas rättigheter som skyddar de gentemot smärta.

### Utilitarism
Den utilitaristiska synen på djurs moraliska status kan sägas bygga bland annat på arbete av Jeremy Bentham, som fokuserade på djurens förmåga att lida och uttryckte det med de numera kända orden: ”Frågan är inte om de kan tänka. Inte heller om de kan tala. Frågan är om de kan lida.”. Bentham var dock inte emot djuranvändning som sådan, utan kan ses som förgrundsgestalt och grundaren till dagens tankar gällande djurskydd. Peter Singer är en modern förespråkare för nyttoetiken och har sedan han skrev boken Djurens frigörelse varit mycket central för djurrättsdebatten. Singers grundtes är att djur har samma rätt som människor att få sina intressen tillgodosedda. Rätten till liv enligt Singer är avhängigt av ens förmåga att ha preferenser, vilket i sin tur är beroende av ens förmåga att känna smärta och lust.
Singer menar att det finns ett godtycke i hur vi människor behandlar djur; vissa djur behandlas väldigt väl (som husdjur), medan andra djur behandlas väldigt illa, som råttor.

### Protektionism
Protektionism är en ansats inom djurrättsteori som arbetar för successiv förbättring i hur djur behandlas, i syfte att avskaffa djurutnyttjande helt eller nästan helt. Protektionister menar att det under vissa omständigheter går att försöka djurnyttjande, om det sker humant. Det behöver inte heller enbart vara målet med totalt avskaffat djurnyttjade som är eftertraktansvärt, utan även fall med djurnyttjande som kan ske utan lidande.
Protektionism är grundligt debatterad av filosofen Peter Singer, som inte fokuserar på endast moraliska rättigheter, utan på argumentet att djur har intressen. Singer menar att djuren lever i en slags human, eller snarare djurisk, symbios med varandra. De kan ha inre konflikter samt dispyter, känsla för influenser och dessutom en avsaknad av de två senaste behoven som människan anser sig ha, i form av självkänsla och självtillit, vilket man kan diskutera om det inte är det optimala tillståndet av balans.

### Övrigt
Sentiocentrism är teorin om att kännande individer förtjänar rättigheter.

## Argument gällande paradigmfall
Ett återkommande argument inom djurrätt för att argumentera emot varför art är en godtycklig moralisk skiljelinje är att använda argument gällande paradigmfall (eng. The Argument From Marginal Cases). Argumentet bygger på att människor, genom sjukdom, olycka eller utvecklingsstörning, kan sakna de förmågor som vanligtvis används för att motivera människors särställning gentemot djur.
Peter Singer menar att alla karaktärsdrag som alla människor delar, kommer inte enbart innehas av människor. Han ger exempel på detta med att smärta är något alla människor kan känna, men det är inte enbart människor som känner smärta. Däremot kan endast människor lösa komplexa matematiska problem, samtidigt som inte alla människor klarar av det. Det går därför inte hitta något karaktärsdrag som både inkluderar alla människor, och exkluderar alla djur. Singer menar därför att tilldelningen av moralisk relevans till enbart människor baserat på arttillhörighet är godtycklig och därmed ett fall av specisim.
Tom Regan argumenterar för att vi har direkta plikter, inte bara mot moraliska agenter, utan även mot vissa moraliska objekt. Han försvarar denna position genom att använda paradigmfall som små barn och utvecklingsstörda människor. Dessa saknar nödvändiga förmågor för att vara moraliska agenter. Eftersom de trots detta inkluderas i den moraliska gemenskapen, måste även andra relevanta fall av moraliska objekt, som vissa djur, också inkluderas.
David Graham föreslår ett argument mot användning av paradigmfall, genom att åberopa det normala inom en art. Om de flesta individer inom en art anses vara morala agenter, då kan man hävda att alla medlemmar av denna art har samma rättigheter. Mänskliga paradigmfall ska då behandlas som om de vore moraliska agenter, trots att de saknar nödvändiga förmågor för att vara det. Graham påpekar dock en konsekvens av detta synsätt. Det är en allmänt accepterad syn att vissa människor inte ska hållas ansvariga för sina handlingar, alltså att de inte ska behandlas som moraliska agenter med skyldigheter. Ska alla medlemmar behandlas utifrån vad som är normalt inom en art innebär det att även dementa och sjuka människor måste hållas ansvariga för sitt agerande. En ståndpunkt som Graham menar är utmanade.

## Invändningar mot djurrätt
Vi saknar moraliska skyldigheter mot djur
De som är emot djurrätt menar att djur inte kan inleda social kontakt, och att de därför inte kan ha rättigheter.[källa behövs] Det tycker bland annat filosofen Roger Scruton. Han skriver att endast människor har skyldigheter, och att det därför bara är människor som ska ha rättigheter.[källa behövs]
Tom Regan argumenterar för att vi har moraliska skyldigheter mot djur, trots att de inte är moraliska agenter. Han bygger detta bland annat på de moraliska skyldigheter vi har mot människor som inte heller är moraliska agenter, t.ex. små barn och de med allvarliga utvecklingsstörningar (se Argument gällande paradigmfall).
I dagens samhälle går det inte undvika att dra nytta av djurförtryck
I med att dagens samhälle i stort bygger på nyttjandet av djur har det argumenterats att djurrätt därmed är en ohållbar position. Gary L. Francione menar dock att det finns andra fall av förtryck där samma argument inte håller och därmed inte heller borde gälla djurrätt. Många i  dagens samhälle drar nytta av olika former av förtryck mot andra människor (vita över färgade eller män över kvinnor). Det går inte heller att helt undvika detta som samhället är beskaffat, men det är få som en följd av det menar att vi därför inte ska bekämpa sexism eller rasism.
Uppfödning av djur behöver inte vara dåligt för djur och det är bättre för djur att ha levt en kort stund än inte alls
Om uppfödning av djur är dåligt eller inte skiljer sig mellan olika moralfilosofer. Gary L. Francione menar att all form av djurhållning är moraliskt fel då vi kränker djurens rättighet att inte betraktas som egendom eller som en resurs. Ben Bramble menar att i princip all form av dödande av djur för mat är dåligt för djuren, då det tar ifrån dem möjligheten till ett längre liv med positiva upplevelser. Tom Regan framför samma argument, att även smärtfritt dödande innebär lidande genom att förvägra djuret framtida njutningar. Bramle menar dock att om man låter djuret leva på ett gott sätt, och leva hela sitt liv tills djuret dör av naturliga orsaker så orsakar det inte djuret lidande.
Bramble underkänner argumentet att det är bättre att ha levt ett kort liv än inget alls som en otillbörlig jämförelse. För att en varelse ska kunna ha det bättre i ett scenario än ett annat så måste varelsen finnas i båda scenarion. Ett varelse som ännu inte finns har nämligen ingen välmående som det går att jämföra med. Bramble fortsätter dock med att det inte är själva uppfödandet som är fel, utan hur djuren behandlas. Djurets behandling inom livsmedelsindustrin kommer i realiteten alltid innebära ett lidande och därmed ett tillstånd som är sämre än hur djuret hade kunnat levt.
Djurrätt står i konflikt med mänskliga rättigheter
I modern tid har djurrätt ibland kritiseras för att ta fokus från kampen om mänskliga rättigheter. Förespråkare för djurrätt menar dock att den grundval som djurrätt vilar på, även i högsta grad försvarar mänskliga rättigheter. Kampen för djurrätt sluter därmed upp som en del av människorättsrörelsen, snarare än att vara åtskild från denna . Vissa förespråkare menar även att det finns en växelverkan mellan förtryck av djur och förtryck av människor. Genom att studera hur människor moraliskt värderar, behandlar eller betraktar djur går det även bättre förstå varför och hur mänskligt förtryck kan uppstå eller ta sig uttryck. På svenska har sådana analyser t.ex. gjorts gällande sexism , nazism, slaveri och misshandelsrelationer.

## Djurrätt och juridik
I kontrast till människor och de associationer (bolag m.m) som erkänns som juridiska personer, klassas andra djur än människor i lagen som egendom. Därigenom har de föga lagligt skydd, utöver det som uppkommer till följd av mänskliga intressen. Om man behandlar djur illa, kan man dömas för djurplågeri. I Sverige finns också en djurskyddslagstiftning som ställer upp regler och riktlinjer för vård och behandling av husdjur och försöksdjur, djur som hålls i fångenskap samt djur som förs till slakt.
Parallellt med debatten om moraliska rättigheter, lärs djurlag numera ut på juridiska fakulteter i Nordamerika. Flera juridiska forskare stöder utökningen av grundläggande rättigheter till att gälla åtminstone några djur[källa behövs].

## Djurrättspolitik
Djurrätt har sedan sena 1900-talet även kommit att bli en alltmer märkbar del av den politiska samhällsdebatten. Med framväxten av den gröna ideologin och bildandet av gröna partier kom djurrättsfrågor att ingå i dessas partiprogram, liksom inom vissa andra partier på en andlig grund, såsom det svenska Enhet. Bland annat skapades på Miljöpartiets inrådan 2004 den kortlivade svenska Djurskyddsmyndigheten. Personer som Marit Paulsen, Brigitte Bardot och Astrid Lindgren har i Sverige och Europa väckt uppmärksamhet och satt press på den politiska debatten om den industriella djurhanteringens villkor. Sedan 1990-talet har djurrätt blivit något av en politisk ideologi med framväxten av ett antal renodlade djurrättspartier runtom i världen. 2006 blev nederländska "Partiet för djuren" det första av dessa att med två mandat väljas in i sitt lands parlament och senat. 2014 bildades även i Sverige ett Djurens parti.

## Arbete för djurrätt i Sverige
Företrädare för djurrätt i Sverige arbetar för ett samhälle där djur respekteras som kännande individer med individuella rättigheter. Detta innebär bland annat att avskaffa alla former av förtryck mot djur, och främst avskaffande av plågsamma experiment på djur och övriga former av djurplågeri som industriell djurexploatering. Framträdande nationella djurrättsorganisationer i Sverige är bland annat Djurens Rätt och Djurrättsalliansen. Djurens Befrielsefront har även gjort vissa aktioner.
Vissa former av djurrättsaktivism, exempelvis Djurens befrielsefront som förstör pälsfarmer och laboratorier, har dragit på sig kritik, även från andra delar av djurrättsrörelsen.

## Djurrätt och skönlitteratur
Historiskt sett har barnböcker varit ett viktigt verktyg för att forma barns syn på och agerande mot djur. Temat att vara snäll mot djur sträcker sig tillbaka till de allra första tryckta publikationer riktade mot barn. Ett flertal barnböcker från slutet av 1700-talet och framåt har djurförtryck som tema. Böckerna förespråkar empati för djuren och syftade till att vara moraliskt vägledande för hur barn skulle förhålla sig mot djur. Ett känt exempel är boken Vackra Svarten (1877) av Anna Sewell. Boken beskriver det lidande hästar i viktorianska England utsattes för ur en hästs perspektiv. Boken blev mycket spridd bok för sin tid hade en påverkan på dåtidens syn på djur. Ett senare exempel är Kurt Weises bok The Rabbits’ Revenge (1940). Boken kretsar kring konflikten mellan djurs och människors intressen. Boken för tesen att jakt i syfte att överleva är rätt, men att jaga för nöje eller vrede är fel. Ett vanligt drag i litteraturen är antropomorfism, att ge djur människolika karaktärsdrag, inte minst i moraliska berättelser i barnlitteraturen. Forskning har också visat att sättet som djur framställs i barnböcker har en direkt effekt på hur barn betraktar och resonerar kring djur.
I dag finns det dock ett antal aktiva författare som aktivt tar ett djurrättslig perspektiv och verkar för en vegansk livsföring. Exempel på engelska författare är Ruby Roth, som författat ett flertal barnböcker, samt Patrick George. I Sverige kan Ingrid Wisell nämnas som dels medförfattat barnboken Jag vill gärna äta med dig, och formulerat en variant av Bechdeltestet, som hon kallar “The Wisell arts test”. Testet som kan appliceras på olika kulturella verk har tre kriterier: (1) Verket ska beskriva minst två djur, (2) som agerar tillsammans, (3) för ett ändamål som inte rör människor.
Ytterligare exempel på skönlitteratur som kretsar kring djurrätt och djurs lidande är:
- Djurens liv och Elizabeth Costello (J. M. Coetzee) väver ihop djurrättslig moralfilosofi med berättelser, som inte minst även berör de konflikter inom en familj som moral kan frambringa.
- The Tourist Trail (Johan Yunker) kretsar kring djurrätt och aktivism. Berättelsen handlar om de människor som med livet som insats kämpar för att skydda och rädda djur.[31]
- A Mother’s Tale (James Agee) berättas utifrån perspektivet hos en ko, som berättar en historia för sina kalvar om vad människor gör med korna som försvinner från hagen.